# Eugen Stolz
Eugen Karl Stolz (* 11. November 1874 in Rottenburg am Neckar; † 4. Mai 1936 in Tübingen) war ein deutscher katholischer Priester, Stadtpfarrer und Professor für Pastoraltheologie.

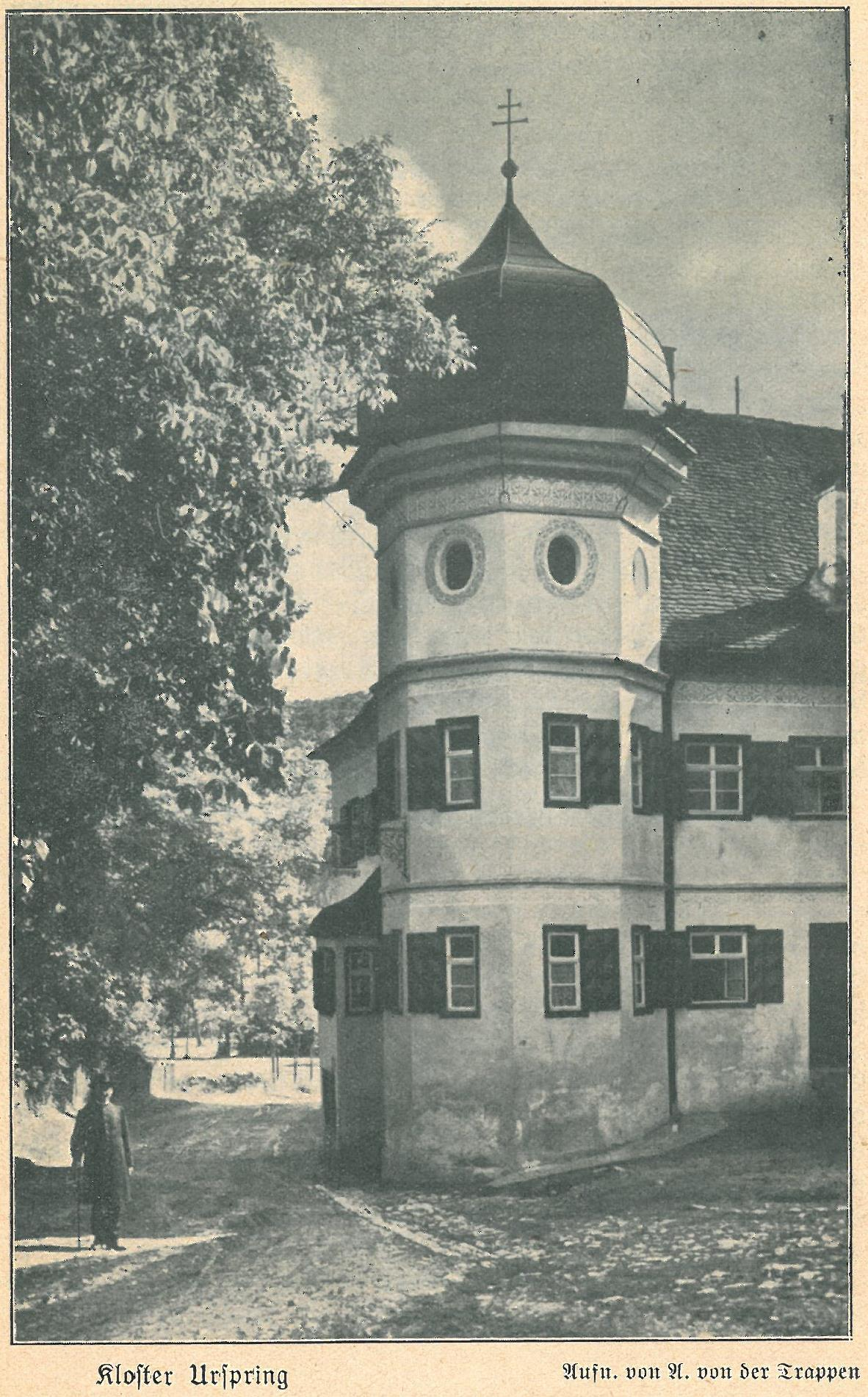
Stadtpfarrer Eugen Stolz vor der ehemaligen Äbtissinnenwohnung des Klosters Urspring, ca. 1920

## Herkunft, Bildung und Beruf
Eugen Karl Stolz war der Sohn des Benedikt Stolz (1836–1907) aus Dietenheim und der Pauline geb. Bengele (1843–1903) aus Rottenburg. Stolz hatte 12 Geschwister, von denen 9 im Kindesalter starben. Die Familie ließ sich in Rottenburg nieder, wo Stolz aufwuchs und dort Volks- und Lateinschule besuchte. Ab 1890 besuchte er das Konvikt und Obergymnasium in Rottweil. Von 1894 bis 1898 studierte er Philosophie, klassische Philologie und katholische Theologie an der Universität Tübingen als Zögling des Wilhelmsstifts. 1897 erhielt er einen wissenschaftlichen Preis der Katholisch-Theologischen Fakultät. Nach dem Studium besuchte er von 1898 bis 1899 das Priesterseminar in Rottenburg. Am 2. Mai 1899 wurde er zum Priester geweiht.
Nach der Priesterweihe durchlief Stolz die Etappen eines jungen katholischen Geistlichen im Zwischenfeld von Wissenschaft und praktischer Seelsorge: Er bekleidete Vikariate, Repetentenstellen, vertrat akademische Lehrer und hatte Kaplaneien inne. Im Jahre 1903 war er Repetent am Wilhelmsstift und arbeitete unter der Anleitung seiner Lehrer Franz Xaver von Funk und Johannes Baptist Sägmüller an einer Dissertation über Leben und Schriften Didymus des Blinden.
Schließlich sah er sich doch genötigt, sich aus finanziellen Gründen auf Pfarreien zu bewerben, so 1907 auf die katholische Stadtpfarrei Blaubeuren und 1914 auf die katholische Stadtpfarrei Freudenstadt. Eine Bewerbung für Schelklingen hatte Erfolg. Von 1916 bis 1923 war er dort Stadtpfarrer. In seinen Schelklinger Jahren verfasste er einen Artikel über das Kloster Urspring (1918/19), der aber lediglich Bekanntes zusammenfasste, und einen weiteren über die Wallfahrtsorte des Kapitels Ehingen a. D. (1920/21). In den Kriegs- und Inflationsjahren waren in Schelklingen keine großen Unternehmungen in der Kirchengemeinde möglich, und so beschränkte sich Stolz’ Arbeit wohl auf die Seelsorge.
1919 setzte die Katholisch-Theologische Fakultät der Universität Tübingen Stolz auf die Berufungsliste für den vakanten Lehrstuhl für Dogmatik in Nachfolge Wilhelm Kochs. Doch anstelle von Stolz wurde Karl Adam berufen. Stolz erhielt stattdessen 1923 den neugeschaffenen Lehrstuhl für Pastoraltheologie. 1924 wurde er Ehrendoktor der Theologie und 1926 persönlicher Ordinarius, d. h. es handelte sich bei seinem Lehrstuhl um keine ordentliche Professur.
Nach der Machtergreifung der Nationalsozialisten 1933 wurde Stolz 1934 Mitglied des NSV (Nationalsozialistische Volkswohlfahrt).
Anlässlich seines 60. Geburtstags im November 1934 wurden Stolz’ Leistungen auf dem Gebiet der religiösen Volkskunde hervorgehoben. Stolz musste sich im April 1936 einer Blasenoperation unterziehen, an deren Folgen er in Tübingen im Mai 1936 mit 61 Jahren starb.

## Ehrungen
Die Katholisch-Theologische Fakultät der Universität Tübingen verlieh Stolz am 26. November 1908 das den akademischen Grad Lic. theol. h. c. 1924 wurde Stolz, wiederum von der Katholisch-Theologischen Fakultät der Universität Tübingen, zum Ehrendoktor der katholischen Theologie promoviert. Er war seit 1927 Ehrenmitglied der katholischen Studentenverbindung KStV Alamannia Tübingen.

## Wertung
Die Grabrede des Dekans Josef Rupert Geiselmann der Katholisch-Theologischen Fakultät ging hart mit der akademischen Leistung Stolz’ ins Gericht: Im Allgemeinen sei Stolz im Bereich der Pastoraltheologie hinter den in ihn gesetzten Erwartungen zurückgeblieben. Insbesondere und erstens sei „das akademische Leben für Stolz (…) eine Last gewesen. Zweitens sei Stolz an seiner Aufgabe, den 1923 neu errichteten Lehrstuhl für Pastoraltheologie zu übernehmen und vorhandene Ansätze auszubauen, gescheitert, weil er kein Aktivist gewesen sei“. Drittens habe Stolz den falschen methodischen Ansatz gehabt. Der historische Positivismus sei zu der Zeit, als er den Lehrstuhl übernahm, in Tübingen bereits überwunden gewesen. Diese Bewertung fand nicht den Beifall der Katholisch-Theologischen Fakultät; und so wurde diese Grabrede nicht – wie sonst üblich – in der Theologischen Quartalschrift veröffentlicht.

## Schriften
- Didymus, Ambrosius, Hieronymus. In: Theologische Quartalschrift, Jg. 87 (1905), S. 371–401.
- Paroikia, parochia und parochus. In: Theologische Quartalschrift, Jg. 89 (1907), S. 424–448.
- Schwäbisches Bruderschaftsleben [Vortrag bei der Jahresversammlung des Sülchgauer Altertumsvereins]. In: Reutlinger Geschichtsblätter, Jg. 22/23 (1911), S. 9ff.
- Die Urbansbruderschaft in Rottenburg a. N. Geschichte der Bruderschaft nebst ihren jetzigen Statuten. Bader, Rottenburg am Neckar 1913.
- Zur Geschichte des Terminus „parochus“. In: Theologische Quartalschrift, Jg. 95 (1913), S. 193–203.
- Die Rottenburger Fronleichnamskapelle und die Ablassverleihung des Bischofs Albert von Marienwerder vom Jahre 1283. In: Freiburger Diözesanarchiv, Jg. 41 (1913), S. 236–240.
- St. Cyrill von Alexandrien als Wetterpatron. In: Theologische Quartalschrift, Jg. 98 (1916), S. 187–198.
- Geschichte der Weggentaler Wallfahrt. In: Eugen Sieber (Hrsg.): Die Wallfahrt zur schmerzhaften Mutter Gottes im Weggental und ihre Heimat Rottenburg a. N.: Bilder und Skizzen zur Erinnerung an das vierhundertjährige Jubiläum der Wallfahrt am 2. Juli 1917. Bader, Rottenburg am Neckar 1917, S. 5–43.
- Aus der Wallfahrtsgeschichte des Weggentals bei Rottenburg a. N. In: Historisch-politische Blätter für das katholische Deutschland, Bd. 159 (1917), S. 229–240.
- Zur Geschichte des Klosters Urspring. In: Rottenburger Monatsschrift für praktische Theologie, Jg. 2 (1918/19), S. 269–277.
- Die Wallfahrtsorte des Kapitels Ehingen a. D. In: Rottenburger Monatsschrift für praktische Theologie, Jg. 3 (1920/21), S. 133–138 und 157–164.
- Die Entstehung des Kirchenjahrs. In: Theologische Quartalschrift, Jg. 105 (1924), S. 226–257.
- Bischof von Keppler als Homilet. In: Johann Baumgärtner (Hrsg.): Dr. Paul Wilhelm von Keppler: 25 Jahre Bischof, 50 Jahre Priester. Festschrift. Schwabenring-Aktiengesellschaft, Stuttgart 1925, S. 151–164.
- (Übersetzung) Des heiligen Kirchenlehrers Gregor von Nyssa Lebensbeschreibung seiner Schwester Macrina. In: Des heiligen Bischofs Gregor von Nyssa ausgewählte Schriften: aus dem Griechischen übersetzt von Karl Weiß und Eugen Stolz. Bibliothek der Kirchenväter, Bd. 56. Kösel und Pustet, München 1927, S. 337–368.
- Die Patrone der Universität Tübingen und ihrer Fakultäten. In: Theologische Quartalschrift, Jg. 108 (1927), S. 1–49.
- Das Recordare. In: Theologische Quartalschrift. Jg. 110 (1929), S. 130–141.
- Die Heiliglandfahrt Ludwigs von Württemberg i. J. 1493. In: Historisches Jahrbuch, Jg. 47 (1927), S. 526–536 (Internet Archive).
- Das Epitaph des Tübinger Propsts und Kanzlers Dr. decr. Joh. Vergenhans, gest. 5. Januar 1510. In: Theologische Quartalschrift, Jg. 114 (1933), S. 86–96.
- Ein römisches Missale vom Jahre 1482 als schwäbisches Heiliglandandenken. In: Theologische Quartalschrift, Jg. 115 (1934), S. 215–223.

## Nachrufe und Fotos
- Tübinger Chronik, Nr. 263 vom 10. November 1934; Nr. 104 vom 6. Mai 1936 (Nachruf).
- Katholisches Sonntagsblatt: Kirchenzeitung für die Diözese Rottenburg-Stuttgart. Ostfildern, Ruit: Schwabenverlag, Nr. 20 vom 17. Mai 1936, S. 384 (Nachruf).
- Foto von Eugen Stolz in Theologische Quartalschrift Jg. 150 (1970), S. 129.
- Weitere Fotos befinden sich in dem Bildband von Jörg Martin und Stadt Schelklingen (Hrsg.) (1999), S. 90 (oben), 91 (unten) und 92 (unten) (siehe unter Literatur).